# Australian Open-mesterskabet i herredouble 2024
Australian Open-mesterskabet i herredouble 2024 var den 112. turnering om Australian Open-mesterskabet i herredouble. Turneringen var en del af Australian Open 2024 og blev spillet i Melbourne Park i Melbourne, Victoria, Australien i perioden 16. - 27. januar 2024.
Mesterskabet blev vundet af det andetseedede par, Rohan Bopanna og Matthew Ebden, som i finalen besejrede de useedede italienere Simone Bolelli og Andrea Vavassori med 7-6(0), 7-5, og som begge vandt Australian Open-mesterskabet i herredouble for første gang. 43-årige Bopanna blev den ældste vinder af en grand slam-titel i herredouble i tennissportens åbne æra (dvs. siden 1968), og han vandt sin første herredoubletitel på grand slam-niveau efter at han tidligere havde tabt finalen ved US Open 2010 og 2023. Han blev den tredje inder i den åbne æra, der vandt en grand slam-titel i herredouble. Kun Leander Paes og Mahesh Bhupathi havde tidligere opnåede den hæder. Og som følge af resultaterne ved turneringen avancerede Bopanna til førstepladsen på ATP's verdensrangliste i double som den ældste indtil da. Matthew Ebden vandt sin anden grand slam-titel i herredouble, eftersom han tidligere havde vundet Wimbledon-mesterskabet i 2022 med Max Purcell som makker, og han blev den 28. australier, der vandt herredoubletitlen ved Australian Open.
Rinky Hijikata og Jason Kubler var forsvarende mestre men tabte i anden runde til Yannick Hanfmann og Dominik Koepfer.
Siden Ruslands invasion af Ukraine i begyndelsen af 2022 havde tennissportens styrende organer, WTA, ATP, ITF og de fire grand slam-turneringer, tilladt, at spillere fra Rusland og Hviderusland fortsat kunne deltage i grand slam-turneringer samt turneringer på ATP Tour og WTA Tour, men de kunne ikke stille op under landenes navne eller flag, og spillerne fra de to lande deltog derfor i turneringen under neutralt flag.

## Pengepræmier og ranglistepoint
Den samlede præmiesum til spillerne i herredouble androg A$ 4.697.000 (ekskl. per diem), hvilket var en stigning på 11,2 % i forhold til året før.
| Resultat               | Pengepræmier | Pengepræmier | Ændring ift. 2023 | ATP-point |
| Resultat               | Pr. par      | Total        | Ændring ift. 2023 | ATP-point |
| ---------------------- | ------------ | ------------ | ----------------- | --------- |
| Vindere (1)            | A$ 730.000   | A$ 730.000   | +5,0 %            | 2.000     |
| Finalister (1)         | A$ 400.000   | A$ 400.000   | +8,1 %            | 1.200     |
| Semifinalister (2)     | A$ 227.500   | A$ 455.000   | +8,3 %            | 720       |
| Kvartfinalister (4)    | A$ 128.000   | A$ 512.000   | +9,9 %            | 360       |
| Tabere i 3. runde (8)  | A$ 75.000    | A$ 600.000   | +11,5 %           | 180       |
| Tabere i 2. runde (16) | A$ 53.000    | A$ 848.000   | +14,0 %           | 90        |
| Tabere i 1. runde (32) | A$ 36.000    | A$ 1.152.000 | +16,2 %           | 0         |
| Samlet præmiesum       | -            | A$ 4.697.000 | +11,2 %           | -         |

## Turnering

### Deltagere
Turneringen har deltagelse af 64 par, der er fordelt på:
- 57 direkte kvalificerede par i form af deres ranglisteplacering.
- 7 par, der har modtaget et wildcard.

#### Seedede par
De 16 bedst placerede af parrene på ATP's verdensrangliste blev seedet:
| Seedning | Rang. | Rang. | Spillere                             | Resultat        |
| Seedning | Sum   | Ind.  | Spillere                             | Resultat        |
| -------- | ----- | ----- | ------------------------------------ | --------------- |
| 1        | 3     | 2 1   | Ivan Dodig Austin Krajicek           | Anden runde     |
| 2        | 7     | 3 4   | Rohan Bopanna Matthew Ebden          | Mestre          |
| 3        | 13    | 6 7   | Rajeev Ram Joe Salisbury             | Tredje runde    |
| 4        | 15    | 10 5  | Marcel Granollers Horacio Zeballos   | Tredje runde    |
| 5        | 20    | 11 9  | Santiago González Neal Skupski       | Tredje runde    |
| 6        | 26    | 13    | Máximo González Andrés Molteni       | Kvartfinalister |
| 7        | 37    | 18 19 | Hugo Nys Jan Zieliński               | Kvartfinalister |
| 8        | 39    | 17 22 | Kevin Krawietz Tim Pütz              | Kvartfinalister |
| 9        | 41    | 20 21 | Jamie Murray Michael Venus           | Første runde    |
| 10       | 45    | 16 29 | Marcelo Arévalo Mate Pavić           | Tredje runde    |
| 11       | 47    | 32 15 | Lloyd Glasspool Jean-Julien Rojer    | Tredje runde    |
| 12       | 48    | 25 23 | Nathaniel Lammons Jackson Withrow    | Tredje runde    |
| 13       | 49    | 38 11 | Nicolas Mahut Édouard Roger-Vasselin | Anden runde     |
| 14       | 51    | 8 43  | Wesley Koolhof Nikola Mektić         | Tredje runde    |
| 15       | 52    | 26    | Sander Gillé Joran Vliegen           | Første runde    |
| 16       | 55    | 24 31 | Rinky Hijikata Jason Kubler          | Anden runde     |

#### Wildcards
Syv par modtog et wildcard til turneringen.
| Par                                         | Resultat     |
| ------------------------------------------- | ------------ |
| Alex Bolt Luke Saville                      | Første runde |
| Anirudh Chandrasekar Vijay Sundar Prashanth | Første runde |
| James Duckworth Marc Polmans                | Første runde |
| Blake Ellis Andrew Harris                   | Første runde |
| James McCabe Dane Sweeny                    | Første runde |
| John Millman Edward Winter                  | Anden runde  |
| Tristan Schoolkate Adam Walton              | Første runde |

### Resultater

#### Kvartfinaler, semifinaler og finale
| Simone Bolelli   |
| Andrea Vavassori |

| Kevin Krawietz |
| Tim Pütz       |

| Simone Bolelli   |
| Andrea Vavassori |

| Yannick Hanfmann |
| Dominik Koepfer  |

| Yannick Hanfmann |
| Dominik Koepfer  |

| Hugo Nys      |
| Jan Zieliński |

| Simone Bolelli   |
| Andrea Vavassori |

| Ariel Behar   |
| Adam Pavlásek |

| Rohan Bopanna |
| Matthew Ebden |

| Tomáš Macháč  |
| Zhang Zhizhen |

| Tomáš Macháč  |
| Zhang Zhizhen |

| Máximo González |
| Andrés Molteni  |

| Rohan Bopanna |
| Matthew Ebden |

| Rohan Bopanna |
| Matthew Ebden |

#### Første, anden og tredje runde
| Ivan Dodig      |
| Austin Krajicek |

| Miomir Kecmanović |
| Roman Safiullin   |

| Ivan Dodig      |
| Austin Krajicek |

| Ben McLachlan      |
| Yoshihito Nishioka |

| Nikola Ćaćić    |
| Denys Moltjanov |

| Nikola Ćaćić    |
| Denys Moltjanov |

| Nikola Ćaćić    |
| Denys Moltjanov |

| Romain Arneodo |
| Sam Weissborn  |

| Simone Bolelli   |
| Andrea Vavassori |

| Simone Bolelli   |
| Andrea Vavassori |

| Simone Bolelli   |
| Andrea Vavassori |

| Francisco Cerúndolo     |
| Tomás Martín Etcheverry |

| Nicolas Mahut          |
| Édouard Roger-Vasselin |

| Nicolas Mahut          |
| Édouard Roger-Vasselin |

| Marcelo Arévalo |
| Mate Pavić      |

| Constantin Frantzen |
| Hendrik Jebens      |

| Marcelo Arévalo |
| Mate Pavić      |

| Matteo Arnaldi    |
| Andrea Pellegrino |

| Sriram Balaji      |
| Victor Vlad Cornea |

| Sriram Balaji      |
| Victor Vlad Cornea |

| Marcelo Arévalo |
| Mate Pavić      |

| Sebastián Báez      |
| Thiago Seyboth Wild |

| Kevin Krawietz |
| Tim Pütz       |

| Alexandre Müller |
| Sebastian Ofner  |

| Alexandre Müller |
| Sebastian Ofner  |

| Marcos Giron  |
| Kwon Soon-Woo |

| Kevin Krawietz |
| Tim Pütz       |

| Kevin Krawietz |
| Tim Pütz       |

| Marcel Granollers |
| Horacio Zeballos  |

| Evan King     |
| Reese Stalder |

| Marcel Granollers |
| Horacio Zeballos  |

| Andreas Mies       |
| John-Patrick Smith |

| Andreas Mies       |
| John-Patrick Smith |

| Thanasi Kokkinakis |
| Alexei Popyrin     |

| Marcel Granollers |
| Horacio Zeballos  |

| Yannick Hanfmann |
| Dominik Koepfer  |

| Yannick Hanfmann |
| Dominik Koepfer  |

| Christopher Eubanks |
| Ben Shelton         |

| Yannick Hanfmann |
| Dominik Koepfer  |

| Laslo Djere           |
| Christopher O'Connell |

| Rinky Hijikata |
| Jason Kubler   |

| Rinky Hijikata |
| Jason Kubler   |

| Lloyd Glasspool   |
| Jean-Julien Rojer |

| Tallon Griekspoor |
| Bart Stevens      |

| Lloyd Glasspool   |
| Jean-Julien Rojer |

| André Göransson |
| Albano Olivetti |

| André Göransson |
| Albano Olivetti |

| Blake Ellis   |
| Andrew Harris |

| Lloyd Glasspool   |
| Jean-Julien Rojer |

| Alexander Erler |
| Lucas Miedler   |

| Hugo Nys      |
| Jan Zieliński |

| Max Purcell     |
| Jordan Thompson |

| Max Purcell     |
| Jordan Thompson |

| James McCabe |
| Dane Sweeny  |

| Hugo Nys      |
| Jan Zieliński |

| Hugo Nys      |
| Jan Zieliński |

| Santiago González |
| Neal Skupski      |

| Mackenzie McDonald      |
| Botic van de Zandschulp |

| Santiago González |
| Neal Skupski      |

| Francisco Cabral |
| Henry Patten     |

| Francisco Cabral |
| Henry Patten     |

| Tristan Schoolkate |
| Adam Walton        |

| Santiago González |
| Neal Skupski      |

| Nicolás Barrientos |
| Rafael Matos       |

| Ariel Behar   |
| Adam Pavlásek |

| Yuki Bhambri |
| Robin Haase  |

| Nicolás Barrientos |
| Rafael Matos       |

| Ariel Behar   |
| Adam Pavlásek |

| Ariel Behar   |
| Adam Pavlásek |

| Jamie Murray  |
| Michael Venus |

| Sander Gillé  |
| Joran Vliegen |

| Tomáš Macháč  |
| Zhang Zhizhen |

| Tomáš Macháč  |
| Zhang Zhizhen |

| Anirudh Chandrasekar   |
| Vijay Sundar Prashanth |

| Márton Fucsovics |
| Fábián Marozsán  |

| Márton Fucsovics |
| Fábián Marozsán  |

| Tomáš Macháč  |
| Zhang Zhizhen |

| Petros Tsitsipas   |
| Stefanos Tsitsipas |

| Rajeev Ram    |
| Joe Salisbury |

| Daniel Altmaier        |
| Miguel Á. Reyes-Varela |

| Daniel Altmaier        |
| Miguel Á. Reyes-Varela |

| Marcelo Melo     |
| Matwé Middelkoop |

| Rajeev Ram    |
| Joe Salisbury |

| Rajeev Ram    |
| Joe Salisbury |

| Máximo González |
| Andrés Molteni  |

| Pedro Cachín       |
| R. Carballés Baena |

| Máximo González |
| Andrés Molteni  |

| Gonzalo Escobar      |
| Aleksandr Nedovjesov |

| Nuno Borges      |
| Aleksandar Vukic |

| Nuno Borges      |
| Aleksandar Vukic |

| Máximo González |
| Andrés Molteni  |

| Quentin Halys    |
| Adrian Mannarino |

| Nathaniel Lammons |
| Jackson Withrow   |

| Julian Cash     |
| Robert Galloway |

| Quentin Halys    |
| Adrian Mannarino |

| Jiří Lehečka |
| Petr Nouza   |

| Nathaniel Lammons |
| Jackson Withrow   |

| Nathaniel Lammons |
| Jackson Withrow   |

| Wesley Koolhof |
| Nikola Mektić  |

| Sadio Doumbia |
| Fabien Reboul |

| Wesley Koolhof |
| Nikola Mektić  |

| Alex Bolt    |
| Luke Saville |

| Harri Heliövaara |
| John Peers       |

| Harri Heliövaara |
| John Peers       |

| Wesley Koolhof |
| Nikola Mektić  |

| Marcus Daniell    |
| Marcelo Demoliner |

| Rohan Bopanna |
| Matthew Ebden |

| John Millman  |
| Edward Winter |

| John Millman  |
| Edward Winter |

| James Duckworth |
| Marc Polmans    |

| Rohan Bopanna |
| Matthew Ebden |

| Rohan Bopanna |
| Matthew Ebden |